# 牛头埙

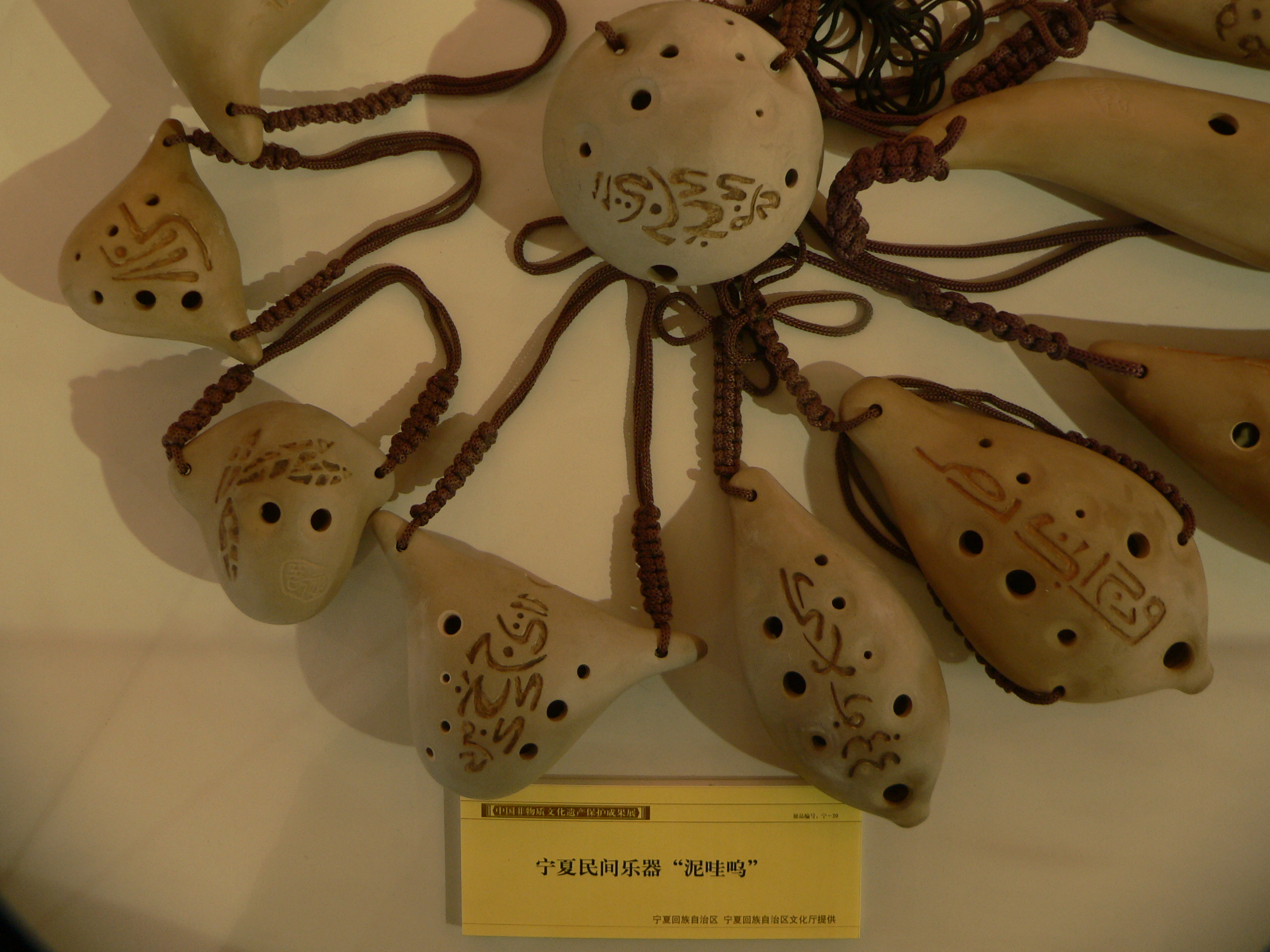
泥哇呜，摄于中国非物质文化遗产保护成果展

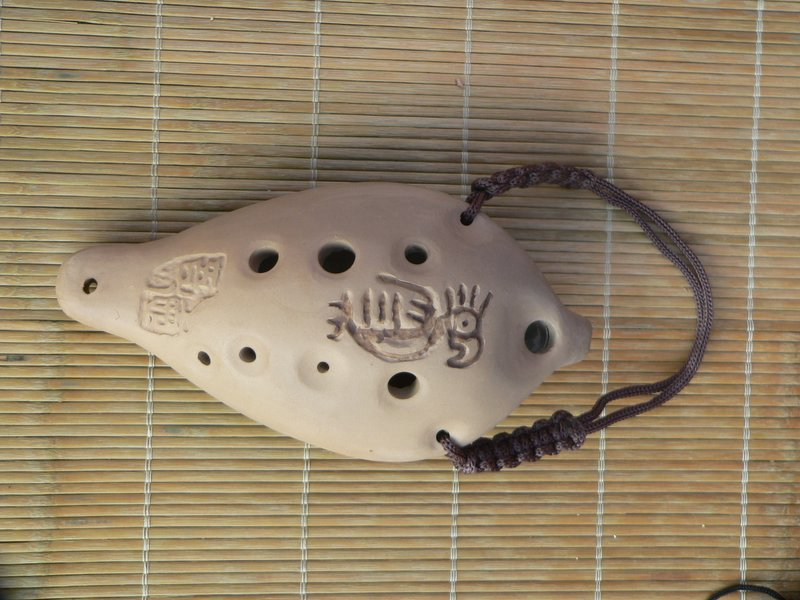
大号的泥哇呜

泥哇呜，又称牛头埙或泥箫，是宁夏回族的一种民族乐器，用胶泥做成，也有烧制成陶器。造型分为扁豆子形、牛头形、牛角形共三种。